# Corona Artis
Corona Artis är en barockensemble från Göteborg.

## Diskografi
- Abel / Stamitz: Flute Quartets / Anonymous: Freemason Songs
- Baroque Music - Praetorius, J. / Praetorius, B. / Praetorius, H. / Widmann, E. (Gustavus Rex and Christina Regina) (Davidsson)
- Lucidor, L.: Vocal Music (Warldslige and Andelige Wisor) (Bagge)
- Medieval and Baroque Music - Hofman, H. / Vinders, J. / Hainlein, P. / Praetorius, J. (The Splendours of Felicity: A Sampler from Musica Sveciae)
- Music at the Royal Palace, Three Crowns
- Sacred Music - Albrici, V. / Ritter, C. / Roman, J.H. (From Cloister to Cluster: Music in Swedish Churches from the Middle Ages to Modern Times)